# Baccharis pallida
Baccharis pallida là một loài thực vật có hoa trong họ Cúc. Loài này được Heering ex Reiche mô tả khoa học đầu tiên năm 1902.